# IP-HTTPS
IP基于HTTPS（IP over HTTPS，或IP-HTTPS、MS-IPHTTPS）是一个微软的隧道协议。IP-HTTPS协议与早期的6to4和Teredo隧道机制类似，它使IPv6数据包可以在非IPv6网络上传输。

## 微软对过渡协议的偏好
微软过去常常不鼓励使用IP-HTTPS，因为它的速度较慢。
对于Windows Server 2012，微软改变了该协议的内部工作原理，IP-HTTPS现在是其DirectAccess VPN技术的“首选IPv6过渡技术”。